# Europeiska köket
Det europeiska köket, även kallat det västerländska köket, är en term som betecknar alla matkulturer i alla europeiska och andra länder i västvärlden. Det europeiska köket inkluderar således de icke ursprungliga köken i Nordamerika, Australasien, Oceanien och Latinamerika. När termen "europeiska köket" används av invånare i västvärlden, kan den mer specifikt beteckna matvanorna i Europa, och är i det sammanhanget en synonym till det kontinentaleuropeiska köket. Termen används av östasiater för att kontrastera mot asiatiska matvanor.
De västerländska köken skiljer sig från varandra, även om det finns några vanliga kännetecken som särskiljer matvanorna från det asiatiska köket och andra. Jämfört med traditionell matlagning i asiatiska länder är kött till exempel mer framhävt och omfattande i serveringsstorlek. Speciellt biff är en vanlig rätt över i stort sett hela området. Likt några asiatiska kök lägger de europeiska köken ofta stor vikt vid såser som smaktillsatser, kryddor och tillbehör (delvis på grund av svårigheten att få kryddor att fästa på de stora köttbitar som används i Europa). Många mjölkprodukter används i matlagningen, förutom i nouvelle cuisine. Bröd på vetemjöl har länge varit den största stärkelsekällan i köken, tillsammans med pasta, klimpar av olika slag och bakverk, även om potatisen har blivit en större stärkelsekälla i köken sedan den europeiska koloniseringen av Amerika. Majs är mycket mindre vanligt i de flesta europeiska kök än vad det är i Amerika. Majsmjöl och polenta är dock en stor del av matvanorna i Italien och 
på Balkan.

## Bildgalleri

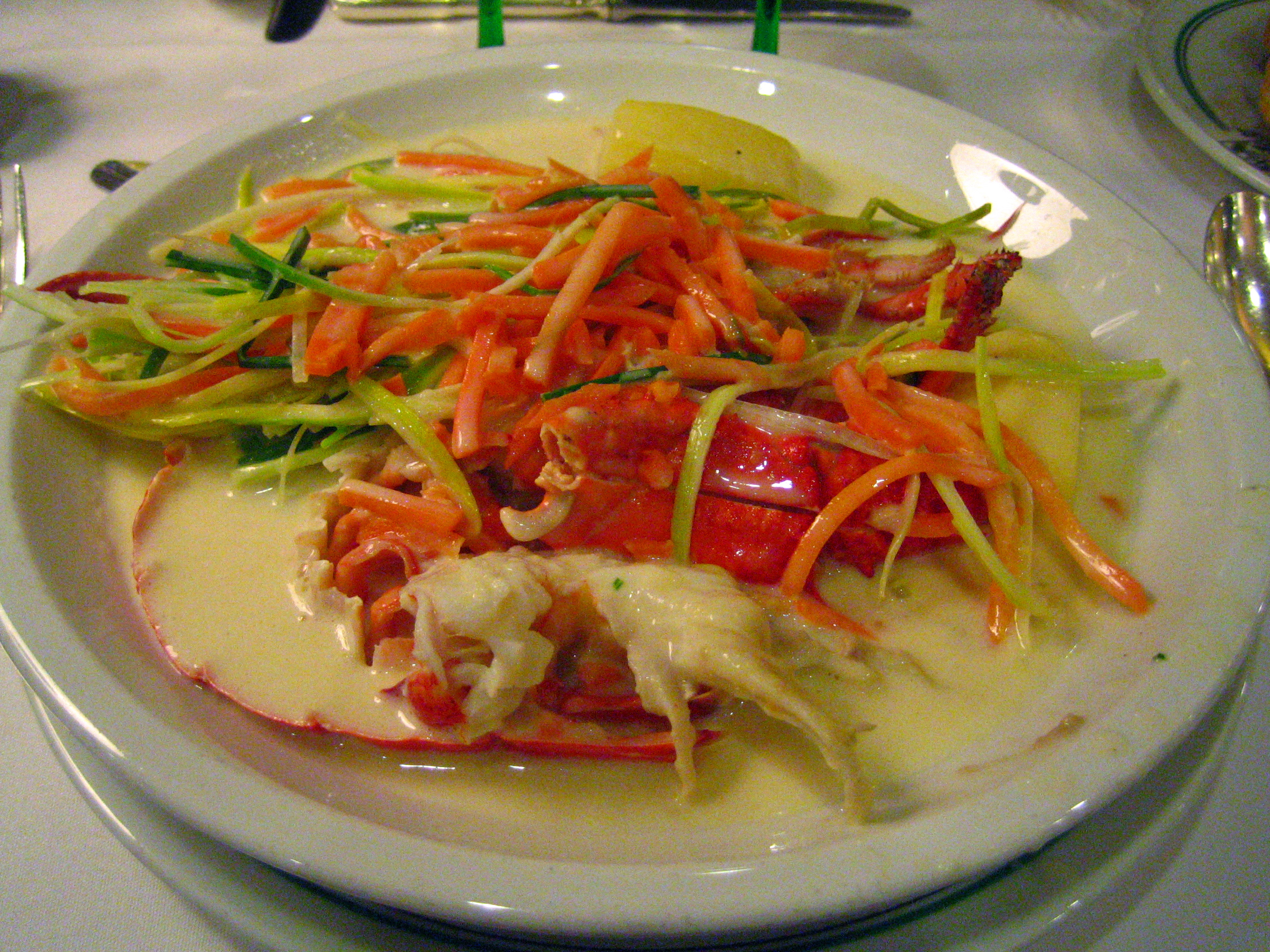
Waterzooi är Belgiens nationalrätt
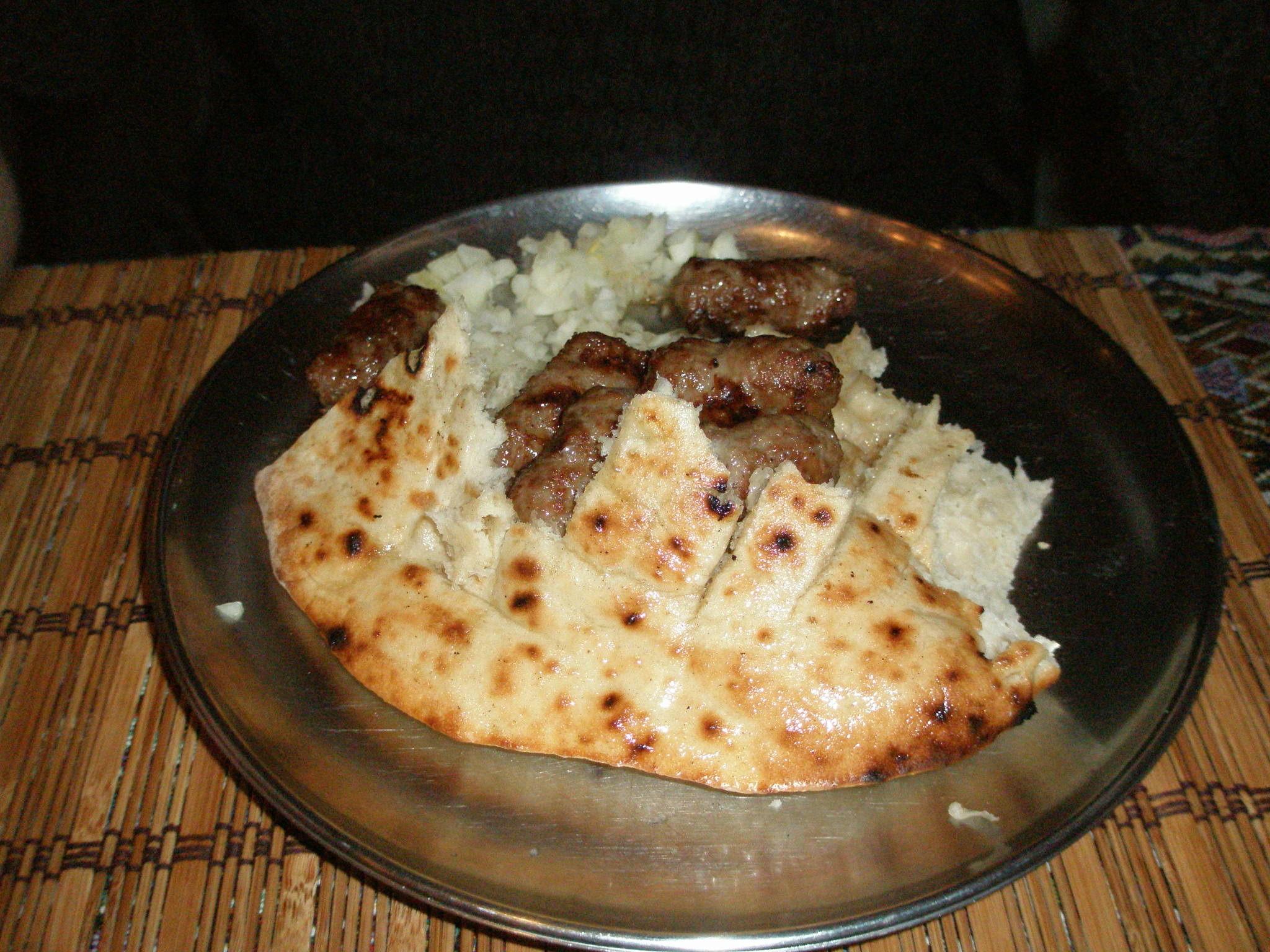
Bosnisk Ćevapčići
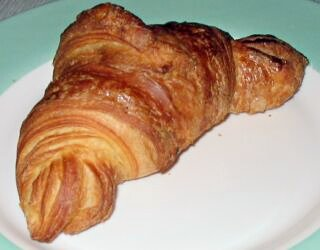
Fransk croissant
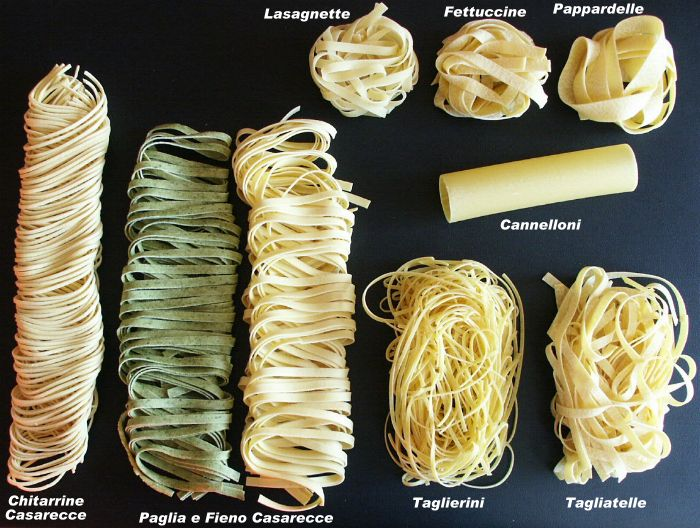
Italienska pastasorter
Norsk smörgås
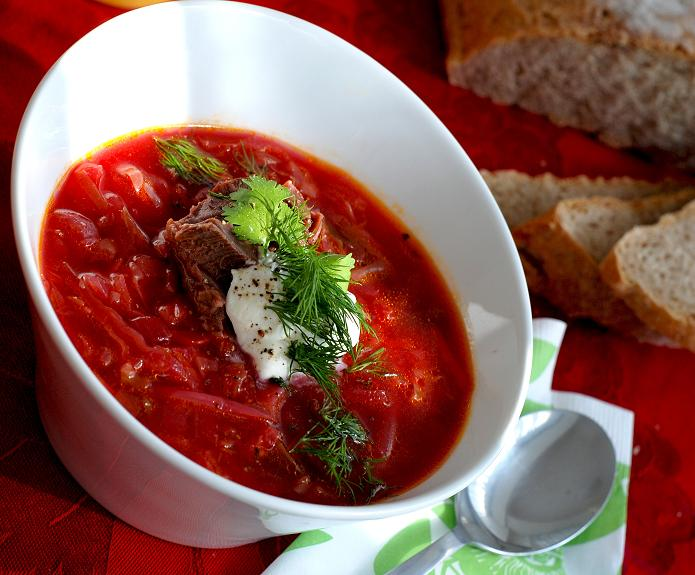
Rysk borsjtj
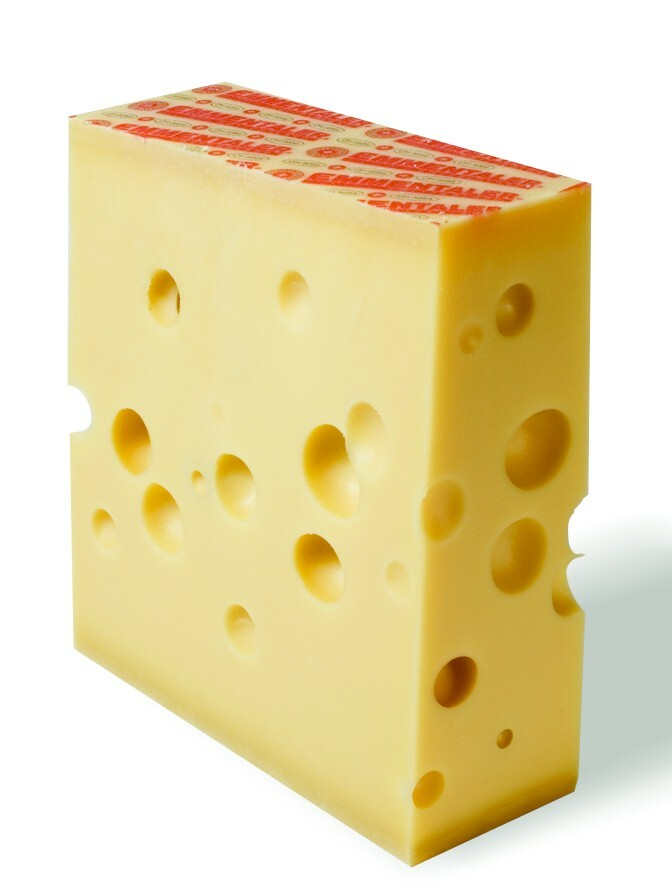
Schweizisk emmentalerost
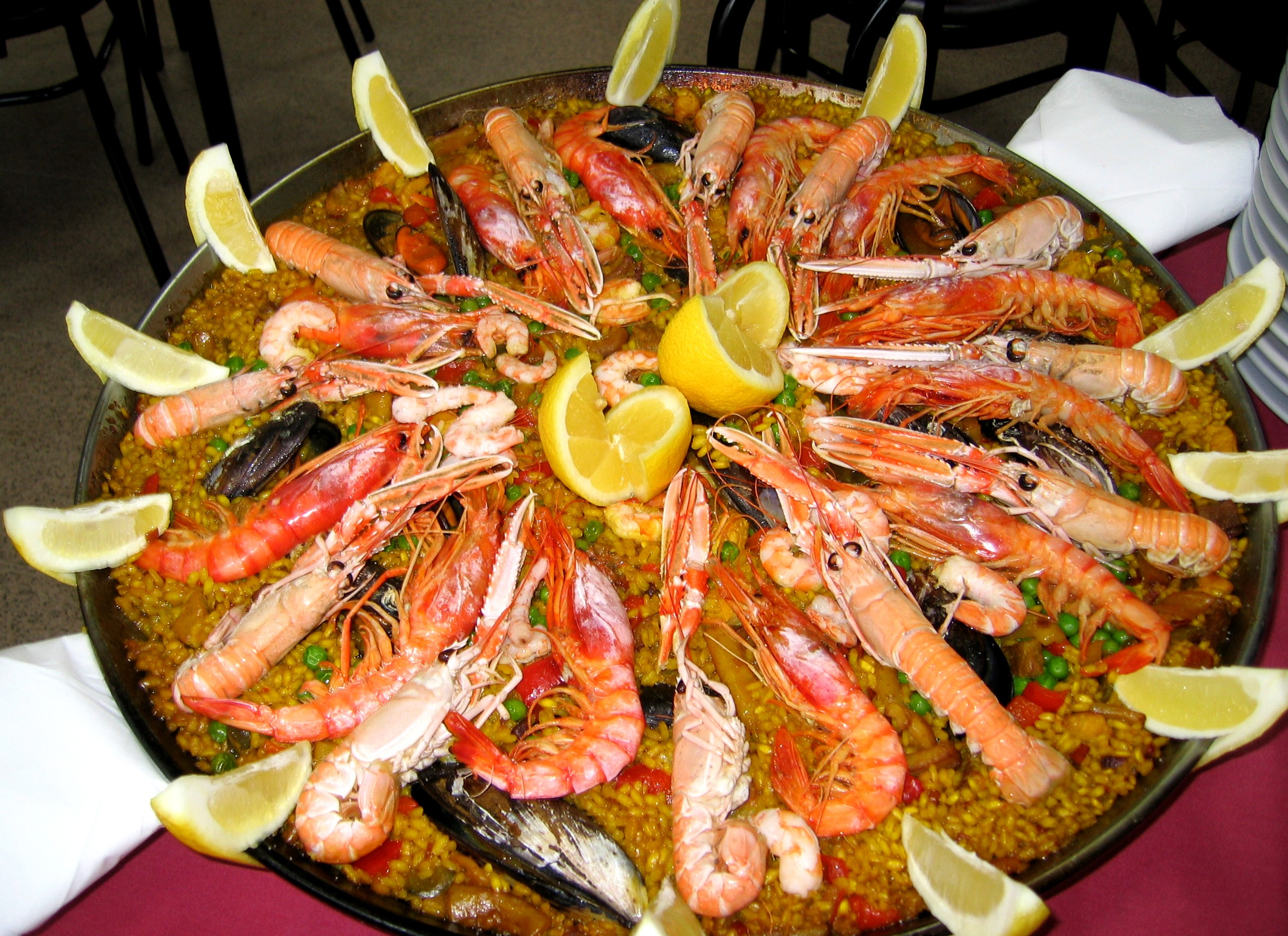
Spansk paella med skaldjur
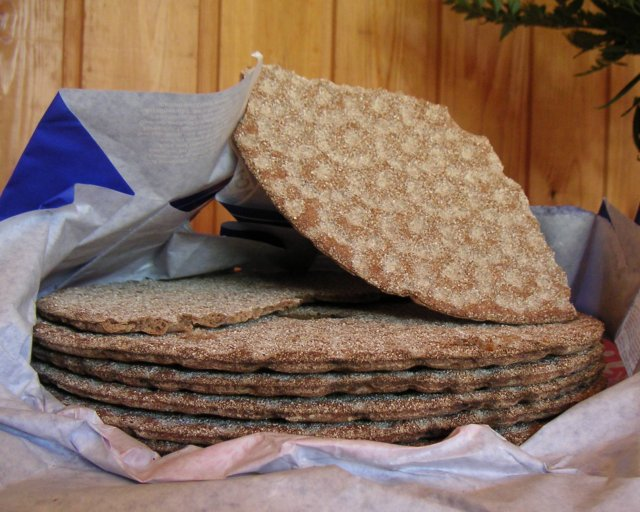
Svenskt knäckebröd
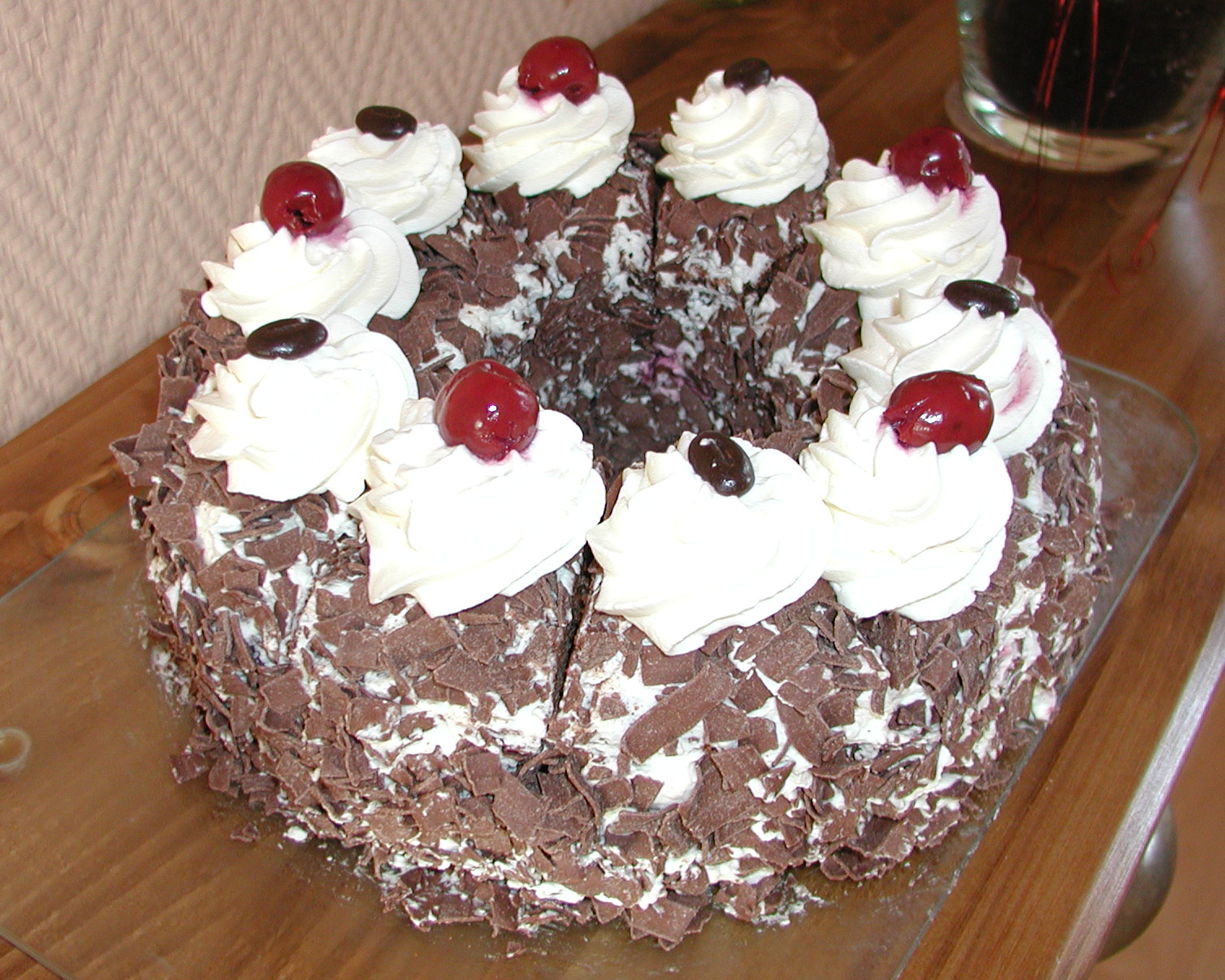
Tysk schwarzwaldtårta
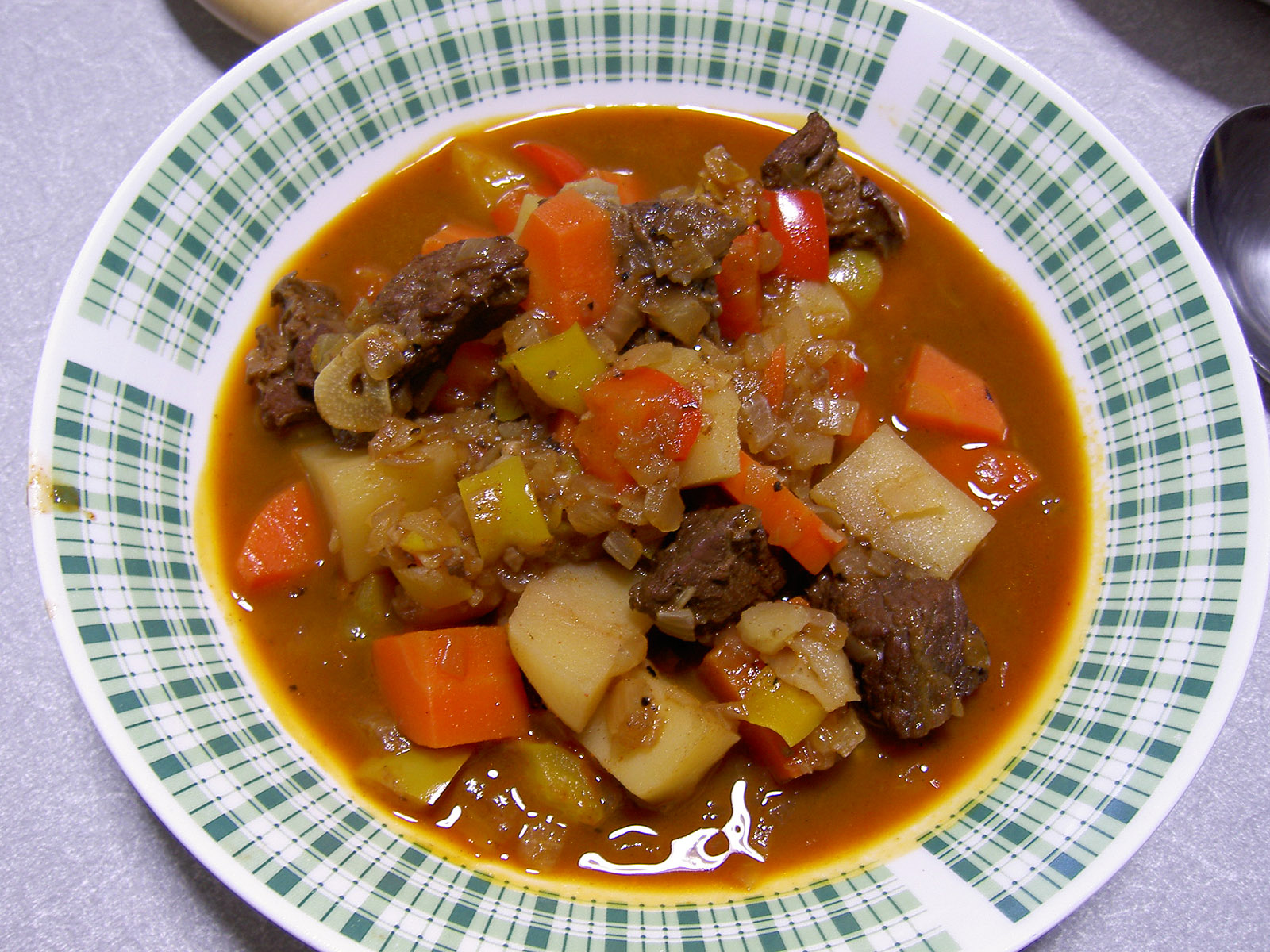
Ungersk gulasch